# Floridia
Floridia – miejscowość i gmina we Włoszech, w regionie Sycylia, w prowincji Syrakuzy.
Według danych na rok 2004 gminę zamieszkiwały 20 803 osoby, 800,1 os./km².